# Церква Воздвиження Чесного Хреста Господнього (Раштівці)
Церква Воздвиження Чесного Хреста Господнього в Раштівцях — парафія і храм Хоростківського благочиння Тернопільської єпархії Православної церкви України в селі Раштівці Чортківського району Тернопільської области.

## Історія церкви
За часів Богдана Хмельницького, у 1650 році, в селі збудували дерев’яну церкву, залишки якої збереглися дотепер. Через її аварійний стан громада вирішила звести новий храм. У 1909 році розпочалося будівництво, в якому взяли участь усі жителі села. 21 листопада 1912 року новозбудований храм освятили на честь Воздвиження Чесного Хреста Господнього.
У 1914 році храм був пограбований, але до 1932 року селяни його відновили. Іконостас виготовили Панько Слубський та Юрій Полоз.
У 1961 році церкву закрили, а у 1982 році іконостас та все церковне майно було розтрощено. Проте деякі речі місцевим жителям вдалося врятувати.
Навесні 1989 року отримали дозвіл на відкриття храму. Під керівництвом Миколи Михайліва був відреставрований іконостас, а також повернуті збережені речі.
13 серпня 1989 року відбулося урочисте відкриття церкви.

## Парохи
- о. Шимків,
- о. Михайло Присяжний (до 1942),
- о. Іван Микорин (до 1947),
- о. Скалій,
- о. Митрик,
- о. Ярослав Цвігун (1989—2004),
- о. Іван Бучок (з 2004).